# 聖武天皇社

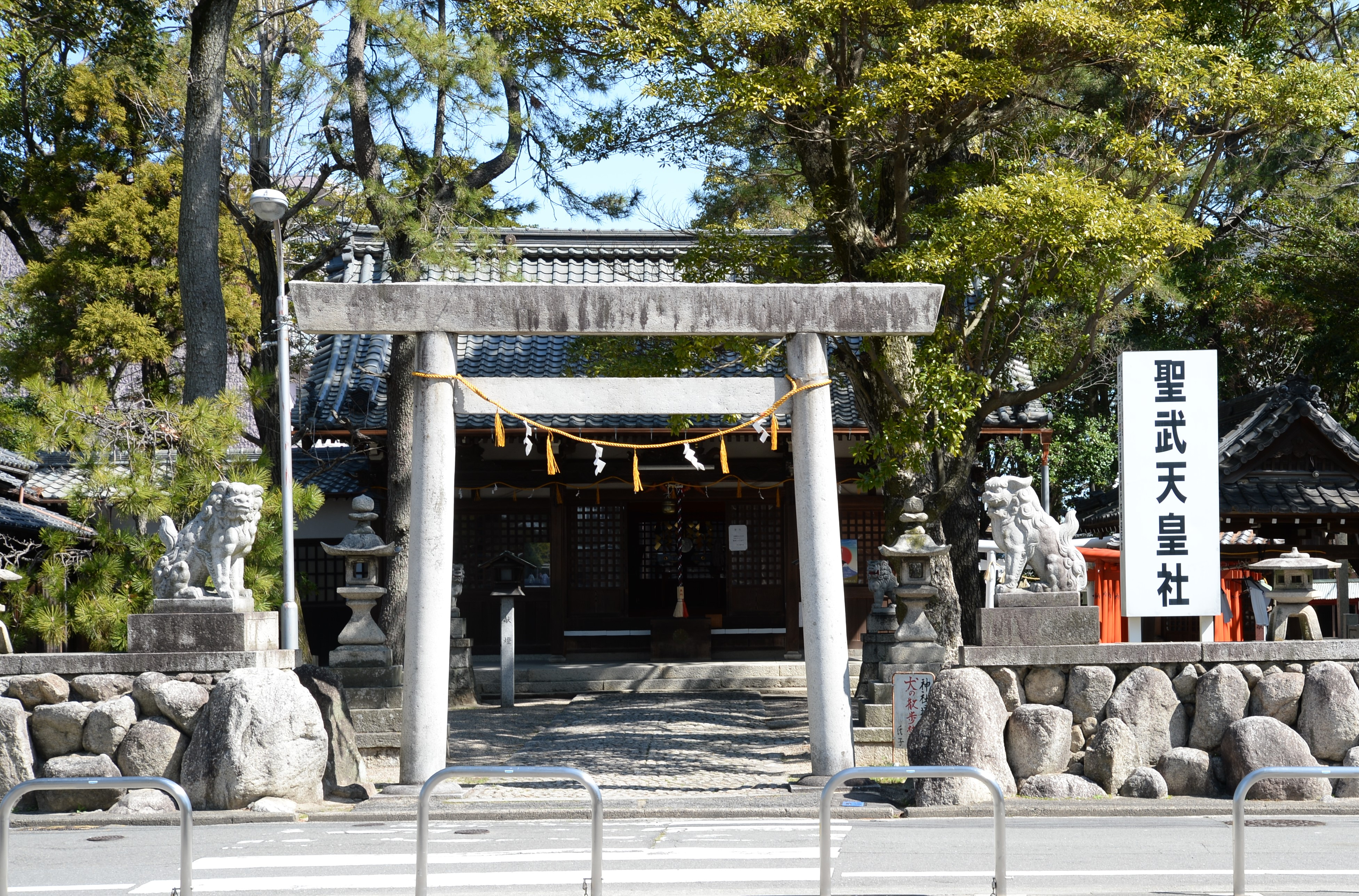
聖武天皇社正面

聖武天皇社（しょうむてんのうしゃ）は、三重県四日市市松原町に所在する神社。鎌倉時代に創建された松原地区の氏子大社であり、氏神として聖武天皇を祀っている。松原の石取祭が行われている。
「万葉史跡と聖武天皇社」として四日市市指定記念物（史跡）に指定されている。

## 解説
聖武天皇社の神紋は16弁八重菊、祭神は聖武天皇である。祭祀として、例祭が毎年7月16日、その他中慣例祭儀4回である。例祭は別名・松原の石取祭とも称する。境内神社は白玉龍神を祭る白玉龍神社で、神明造の本殿と拝殿と社務所がある。松原区の800戸を氏子としている。社伝によれば、安貞元年（1227年）に創建された。当時から松原村民と田村家が祭事を行っている。

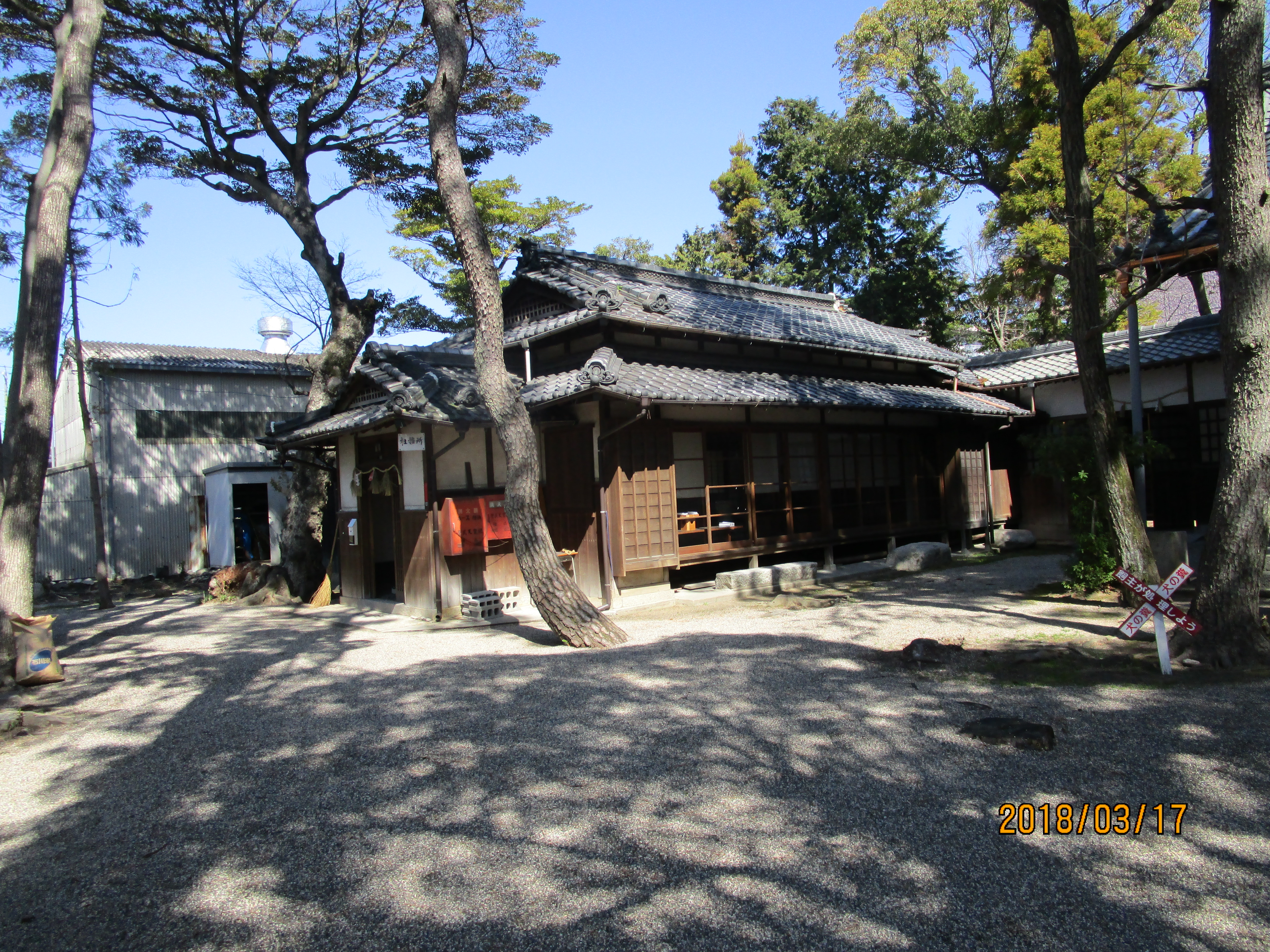
聖武天皇社社務所

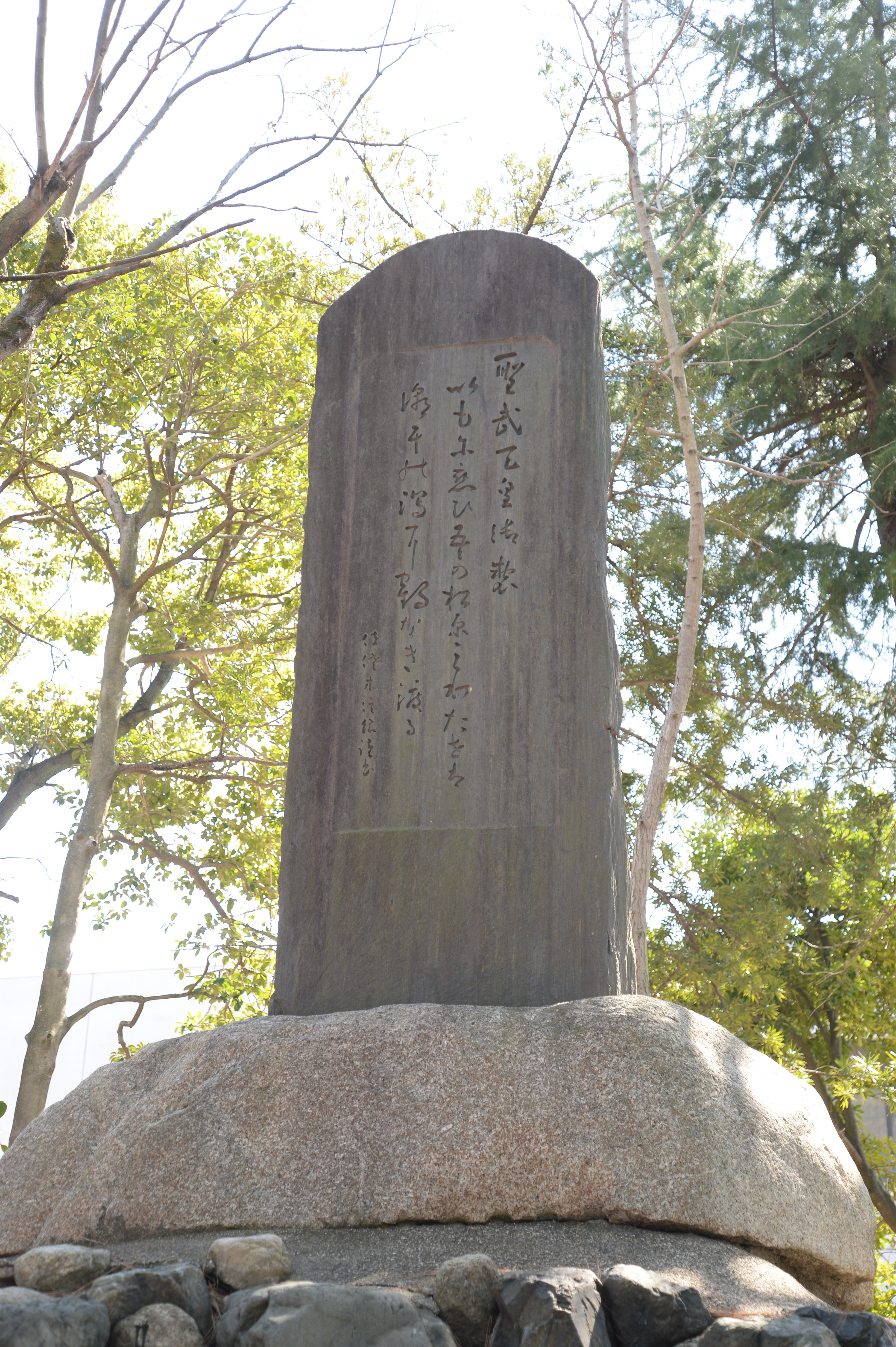
聖武天皇歌碑

### 歌碑
佐々木信綱の書による石碑が1955年（昭和30年）に築造されて「妹（いも）に恋ひ 吾（あが）の松原みわたせば 潮干の潟（かた）に鶴（たづ）鳴き渡る」という聖武天皇の歌が刻まれている。

### 力石

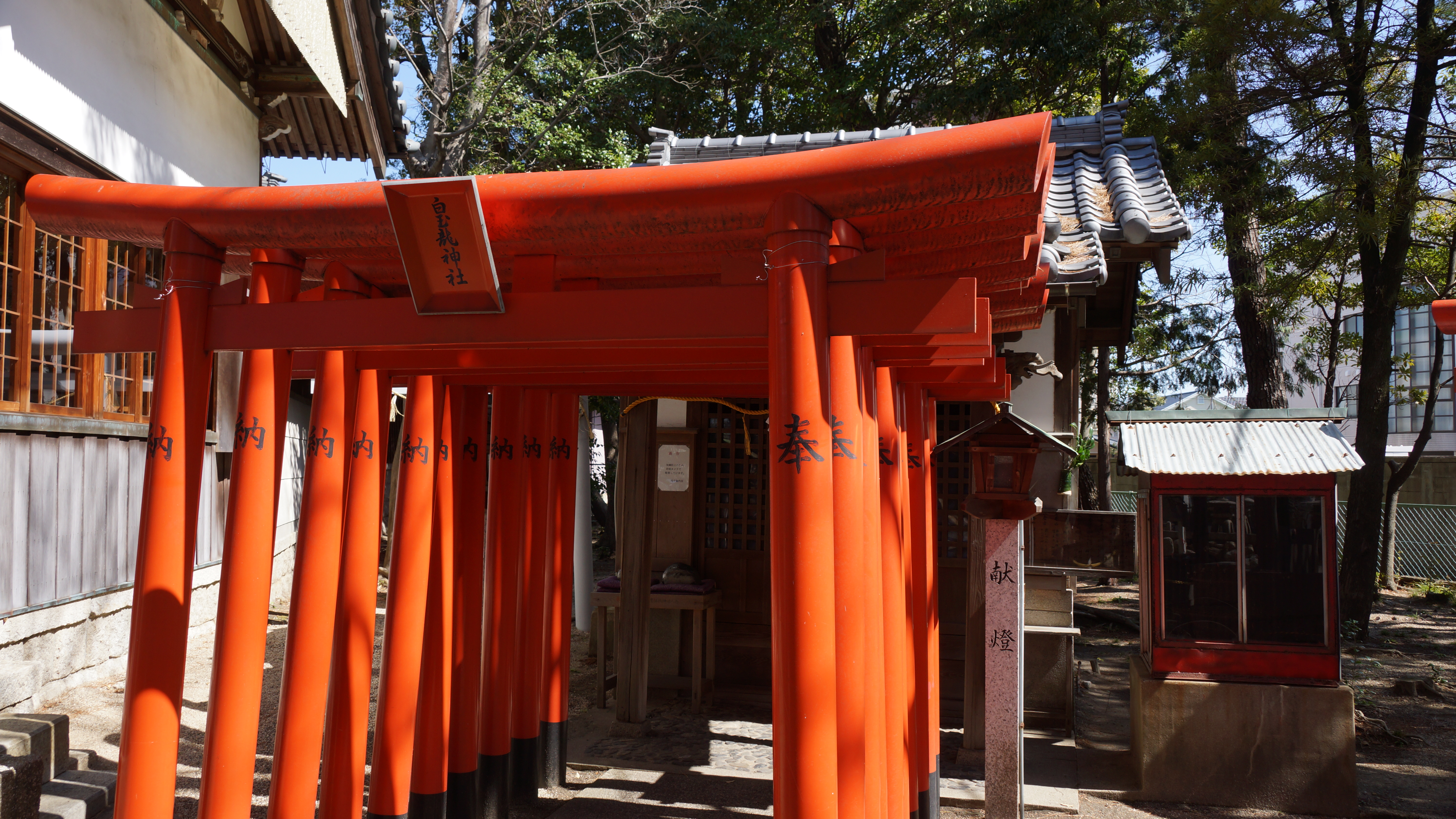
白玉龍神社

本殿の右側にある。松原村の若者らが、ことあるごとに体力を試そうとして競いあい、この力石を持ち上げた。重さは不明。松原村に代々伝わったものを、1993年（平成5年）に聖武天皇社に移した。

### 正月
大晦日と元旦の間の年越しの時間には、初詣の参拝客に松原地区連合自治会の婦人が調理した甘酒が振舞われる。

### 松原の石取祭
松原の石取祭りのときに、初穂の小麦粉で作った団子を神前に供える風習が残っている。これをゴシンエ（御神恵の意味）またはゴシントク（御神徳の意味）と呼んでいる。

## 富洲原地区

### 現在の聖武天皇社
聖武天皇を祀る神社であり、田村寺付近の西富田村と松原村の田村家の一族が管理してきた。聖武天皇ゆかりの史跡であり、無病息災の信仰がある。毎年7月に松原の石取祭が開催されている。左翼による放火で神社建物が消失したが、地域住民の寄付で再建された。もと蒔田付近に鎮座したが、東洋紡績富田工場の開設に現在地の四日市市松原町に立地する事となり、東洋紡績社宅で構成された「松原宮町自治会」に所属していた。南側には松原公園が、東側には国道1号が隣接している。

### 富洲原町時代
大正時代に以下の寄進があった。
1. 富洲原町の大地主であった平田家が経営する平田製網（後の平田紡績株式会社）
2. 伊藤平治郎が経営する三重織布株式会社
3. 生川平三郎
4. 東洋紡績富田工場

神社の鳥居には寄進した会社名が記述されている。

## 田村家
松原村の旧家の田村家が明治時代まで神社を守ってきた。

### 松原村
松原姓を名乗っていた旧家田村家の民話では、聖武天皇が伊勢行幸の際、松原村の旧東海道を通ると一陣の風が吹き、天皇の笠が池に落ち、付近の小川で洗濯をしていた田村家の娘がその笠を拾ったため、これが縁となって聖武天皇は田村家に宿をとったという。その形見の品が永く保存されていたが、火災で焼失したという。『続日本紀』の記述では、聖武天皇は天平12年（740年）に伊勢国に行幸した。

### 聖武天皇と万葉集
その際に聖武天皇は松原の歌を詠んだ。『万葉集』に「妹に恋ひ、吾の松原見渡せば、潮干の潟に、鶴なき渡る、右の1首、今案ふるに、吾の松原三重郡にあり。河口の行宮を相去ること遠し。けだし、朝明の行宮に御在す時に製らす御歌なるを、伝ふる者誤れるか。」とある。吾の松原については、津市安濃地域の松原の説と、鈴鹿市の伊勢若松駅周辺の鈴鹿郡松原の説や、四日市市の県地区であるという説がある。

## アクセス
- JR関西本線富田駅より徒歩約4分